# 크리스틴 (1983년 영화)
《크리스틴》(영어: Christine)은 미국에서 제작된 존 카펜터 감독의 1983년 초자연 공포 영화이다. 키스 고든 등이 출연하였고, 리처드 코브리츠 등이 제작에 참여하였다. 자신에게 해를 가한 사람들이나 주인에게 복수하려고 하는 차를 둘러싼 이야기이다.

## 출연
- 키스 고든
- 존 스톡웰
- 알렉산드라 폴
- 로버트 프로스키
- 해리 딘 스탠턴
- 크리스틴 벨퍼드
- 로버츠 블로섬
- 데이비드 스필버그
- 스튜어트 차노
- 켈리 프레스턴

## 기타 제작진
- 공동 제작: 래리 J. 프랭코
- 협력 제작: 배리 버나디
- 배역: 캐런 리아
- 미술: 대니얼 A. 로미노
- 의상: 대릴 러빈